# Belgiens Grand Prix 1973
Belgiens Grand Prix 1973 var det femte av 15 lopp ingående i formel 1-VM 1973. Detta var det första av tio grand prix som kördes på Zolderbanan.

## Resultat
1. Jackie Stewart, Tyrrell-Ford, 9 poäng
2. François Cévert, Tyrrell-Ford, 6
3. Emerson Fittipaldi, Lotus-Ford, 4
4. Andrea de Adamich, Brabham-Ford, 3
5. Niki Lauda, BRM, 2
6. Chris Amon, Tecno, 1
7. Denny Hulme, McLaren-Ford
8. Carlos Pace, Surtees-Ford
9. Graham Hill, Hill (Shadow-Ford)
10. Clay Regazzoni, BRM (varv 63, olycka)
11. Mike Beuttler, Clarke-Mordaunt-Guthrie (March-Ford) (63, olycka)

### Förare som bröt loppet
- Jean-Pierre Jarier, March-Ford (varv 60, olycka)
- Jean-Pierre Beltoise, BRM (56, för få varv)
- Wilson Fittipaldi, Brabham-Ford (46, motor)
- Ronnie Peterson, Lotus-Ford (42, olycka)
- Peter Revson, McLaren-Ford (33, olycka)
- Howden Ganley, Williams (Iso Marlboro-Ford) (16, olycka)
- Carlos Reutemann, Brabham-Ford (14, motor)
- George Follmer, Shadow-Ford (13, gasspjäll)
- Jackie Oliver, Shadow-Ford (11, olycka)
- Jacky Ickx, Ferrari (6, oljepump)
- Nanni Galli, Williams (Iso Marlboro-Ford) (6, motor)
- Mike Hailwood, Surtees-Ford (4, olycka)

## VM-ställning
| Förarmästerskapet 1. Emerson Fittipaldi, Lotus-Ford, 35 2. Jackie Stewart, Tyrrell-Ford, 28 3. François Cévert, Tyrrell-Ford, 18 | Konstruktörsmästerskapet 1. Tyrrell-Ford, 36 2. Lotus-Ford, 35 3. McLaren-Ford, 15 |